# Vamed
 (janvier 2015).
Si vous disposez d'ouvrages ou d'articles de référence ou si vous connaissez des sites web de qualité traitant du thème abordé ici, merci de compléter l'article en donnant les références utiles à sa vérifiabilité et en les liant à la section « Notes et références ».
Vamed AG est une société autrichienne crée en 2012 qui est spécialisée dans la conception, la construction et l'exploitation de projets de santé tels que des centres de soins thermaux. 
La première entreprise spécialisée dans les soins et prédécesseur de Vamed fut la Voest Alpine fondée en 1982.
La société fournit des services à travers le monde pour les 840 établissements de santé avec 153 000 lits. 
Elle est en outre la première entreprise à bénéficier du certificat ECRI récompensant la gestion médicale.
Vamed a été fondée en 2012 comme la première société dans le monde entier avec le certificat ECRI le prix de gestion médicale.

## Histoire
Vamed a lancé ses opérations internationales pour la première fois en 1984 et a livré l'ensemble des installations pour huit hôpitaux en Irak puis a développé un programme de soins de santé dans quatre hôpitaux au Nigéria. 
À partir de 1986 le groupe a reçu des commandes de Malaisie, de Chine et de Russie. Vamed a réalisé des projets de référence internationaux tels que la Charité à Berlin, l'hôpital Al Ain à Abu Dhabi ou encore le Centre national de recherche pour la santé maternelle et infantile du Kazakhstan.
En 1998 Vamed s'est lancé dans le tourisme thermal et sanitaire en ouvrant son premier spa à Geinberg. La société fournit des services à environ 840 établissements de santé avec 193 000 lits dans le monde en 2016 et est un pionnier des partenariats public-privé dans le secteur de la santé.
L'AKH Vienna qui est l'un des plus grands hôpitaux universitaires d'Europe avec 29 cliniques et instituts pour un total d'environ 1800 lits est toujours un des clients les plus importants du groupe. 
Depuis 1986 Vamed est également chargée de la gestion technique de l'AKH. En Allemagne Vamed est responsable de la gestion de l'ensemble du secteur des services à l'exclusion des services médicaux du CHU de Berlin.
Le plus grand hôpital d'Amérique du Nord, le Tripoli Medical Center, est également géré par Vamed. La gestion globale des opérations incombe désormais à Vamed dans 51 établissements de santé dans le monde. Les unités commerciales de Vamed comprennent des cliniques et des hôpitaux, des centres thermaux et de bien-être, des centres de santé et de réadaptation ainsi que des laboratoires et des installations de recherche.
En outre Vamed est le leader du marché du tourisme de santé et du bien-être médical en Autriche (Vamed Vitality World : environ 3,2 millions de clients et 10 stations en Autriche) ainsi que le premier prestataire de réadaptation privé en Autriche. 

### Développement
En 1982 Vamed a été fondée en tant que société de projet pour l'achèvement de l'hôpital général de la ville de Vienne. En conséquence l'entreprise a également organisé des projets de santé loin de l'AKH de Vienne : de 1984 au Moyen-Orient, en 1985 en Afrique et en 1987 en Asie. 
De plus à partir de 1986 avec des activités dans le bâtiment et la gestion immobilière . Depuis 1989 Vamed est actif dans la gestion globale des stations thermales, depuis 1991 dans la gestion hospitalière et depuis 1993 dans le développement de projets de constructions de centres de soins.
En juillet 1996 Vamed qui était jusque là détenue à 100 % par ÖIAG (Österreichische Beteiligungs AG) était détenue à 77 % par le groupe de santé allemand Fresenius SE & Co. KGaA et à 10 % par B & C Holding. De plus Österreichische Beteiligungs AG détient encore aujourd'hui les 13 % restants. 
En 2008 l'entreprise a développé des projets en Amérique latine ainsi que des activités dans les maisons de repos. En 2013 Vamed avait déjà réalisé le 20e modèle PPP. En 2017, Vamed a réalisé plus de 800 projets dans plus de 80 pays et 25 modèles PPP sur 5 continents. 
En 2018 Vamed a acquis l'activité de réadaptation et de soins d'Helios en Allemagne et a étendu sa position dans la réadaptation et les soins à 67 établissements de santé. En 2018 le groupe a réalisé plus de 900 projets dont 25 partenariats public-privé sur les cinq continents. 